# Альварадо, Хосе (баскетболист)
Хосе Альварадо (англ. Jose Alvarado, родился 12 апреля 1998 года в Куинс, Нью-Йорк, США) — американский баскетболист, выступающий за клуб Национальной баскетбольной ассоциации «Нью-Орлеан Пеликанс».
Альварадо получил прозвище «Grand Theft Alvarado» (аналогия по названию популярной серии видеоигр Grand Theft Auto) за умение грамотно играть на перехватах. На студенческом уровне Альварадо играл за команду «Джорджия Тек Йеллоу Джекетс».

## Ранние годы и школьная карьера
В детстве Альварадо играл в американский футбол, но бросил его после травмы шеи. Он играл в баскетбол за Christ The King Regional High School (англ.) в районе Миддл-Виллидж, Куинс, Нью-Йорк. В младших классах Альварадо набирал в среднем 17 очков и 6,5 передачи за игру и был назван игроком года Католической атлетической ассоциации старших школ (CHSAA).
22 декабря 2016 года он набрал 18 очков, 10 подборов, 10 передач и 10 перехватов, оформив таким образом первый в истории школы квадрупл-дабл.
В своем выпускном сезоне Альварадо набирал в среднем 17,9 очка за игру и вывел свою школу в четвертьфинал отборочного турнира CHSAA. Он был назван игроком года по версии TimesLedger.

## Студенческая карьера
Будучи первокурсником, Альварадо выходил в старте во всех 25 играх и набирал в среднем 12,1 очка, 3,7 подбора и 3,1 передачи за игру. Он стал четвертым новичком «Джорджия Тек», набирающим в среднем 12 очков, 3,5 подбора и две передачи за игру.
11 февраля 2018 года в матче против «Дьюк Блю Девилз» Альварадо получил перелом левого локтя, из-за которого он выбыл до конца сезона.
Альварадо стал играть более активную роль в команде в своем втором сезоне, после того, как Джош Окоги был выбран на Драфте НБА 2018 года. 20 февраля 2019 года Альварадо набрал 29 очков, шесть подборов и пять передач в победе над «Питтсбург Пантерс». На втором курсе Альварадо набирал в среднем 12,5 очков, 3,9 подбора и 3,4 передачи за игру, лидируя в команде по набранным очкам, передачам и перехватам.
В начале своего третьего года в «Джорджии Тек» Альварадо пропустил семь игр из-за травмы лодыжки. В том же году NCAA запретила «Джорджии Тек» участвовать в серии плей-офф из-за нескольких нарушений.
25 января 2020 года Альварадо набрал максимальные за сезон 26 очков, сделал восемь подборов и рекордные для «Джорджии Тек» девять перехватов в победе над командой «Северная Каролина Стейт Вулфпэк». В своем третьем сезоне Альварадо набирал в среднем 14,4 очка, четыре передачи, 3,4 подбора и 2,2 перехвата за игру и был включен в третью сборную Конференции атлантического побережья (ACC).
В выпускном сезоне Альварадо и Мозес Райт привели команду «Джорджия Тек» к первому титулу чемпиона Конференции атлантического побережья с 1993 года, обыграв Скотти Барнса и команду «Флорида Стэйт Семинолз» в матче за чемпионство. В конце сезона Альварадо был назван лучшим оборонительным игроком года в Конференции атлантического побережья.

## Профессиональная карьера

### Нью-Орлеан Пеликанс (2021—настоящее время)
Альварадо отказался от дополнительного года обучения в колледже из-за отмены игр из-за пандемии COVID-19 и объявил о своем желании участвовать в драфте НБА 2021 года. После того, как он не был задрафтован, 19 августа 2021 года Альварадо подписал двусторонний контракт с командой «Нью-Орлеан Пеликанс». По условиям контракта он играл за «Пеликанс» и их филиал в Джи-Лиге НБА, «Бирмингем Эскадрон». Во время игры против «Филадельфии Севенти Сиксерс» 25 января 2022 года Альварадо получил технический фол после словесной перепалки с центровым «Филадельфии» Джоэлем Эмбиидом. Инцидент получил освещение в прессе после того, как Эмбиид похвалил Альварадо и оплатил за него штраф в размере 2 000 долларов.
28 марта 2022 года двусторонний контракт Альварадо был преобразован в стандартный 4-летний контракт на сумму 6,5 млн. долларов. Преобразование контракта дало Альварадо возможность участвовать в плей-офф.
4 декабря 2022 года Альварадо набрал максимальные за карьеру 38 очков в победе над «Денвер Наггетс».
26 января 2023 года Альварадо подписал многолетний контракт с китайским брендом PEAK.
17 февраля 2023 года Альварадо получил награду самого ценного игрока матча восходящих звёзд НБА, реализовав победный бросок. 28 февраля «Пеликанс» объявили, что Альварадо получил стрессовую реакцию в правой голени и будет повторно обследован через три недели. 22 марта «Пеликанс» объявили, что Альварадо будет выбыл из строя еще как минимум на две-три недели, что досрочно завершило его сезон.
28 сентября 2024 года Альварадо подписал контракт на 2 года и 9 миллионов долларов.

## Карьера в национальной сборной
В соревнованиях ФИБА Альварадо играет за сборную Пуэрто-Рико. Альварадо был приглашен в 2022 году Карлосом Арройо, бывшим капитаном команды и нынешним генеральным менеджером. Он был частью команды, которая помогла Пуэрто-Рико пройти квалификацию на летние Олимпийские игры 2024 года, победив Мексику в полуфинале и Литву в финале одного из четырех мужских олимпийских квалификационных турниров ФИБА 2024 года. Он был назван MVP турнира после того, как набрал в среднем 16,0 очков, 3,8 подбора, 3,0 передачи и 2,3 перехвата, а также набрал 29 очков против Италии и 23 очка против Литвы.

## Статистика

### Статистика в НБА
| Сезон                                                                                    | Команда    | Регулярный сезон | Регулярный сезон | Регулярный сезон | Регулярный сезон | Регулярный сезон | Регулярный сезон | Регулярный сезон | Регулярный сезон | Регулярный сезон | Регулярный сезон | Регулярный сезон | Серия плей-офф | Серия плей-офф | Серия плей-офф | Серия плей-офф | Серия плей-офф | Серия плей-офф | Серия плей-офф | Серия плей-офф | Серия плей-офф | Серия плей-офф | Серия плей-офф |
| Сезон                                                                                    | Команда    | GP               | GS               | MPG              | FG%              | 3P%              | FT%              | RPG              | APG              | SPG              | BPG              | PPG              | GP             | GS             | MPG            | FG%            | 3P%            | FT%            | RPG            | APG            | SPG            | BPG            | PPG            |
| ---------------------------------------------------------------------------------------- | ---------- | ---------------- | ---------------- | ---------------- | ---------------- | ---------------- | ---------------- | ---------------- | ---------------- | ---------------- | ---------------- | ---------------- | -------------- | -------------- | -------------- | -------------- | -------------- | -------------- | -------------- | -------------- | -------------- | -------------- | -------------- |
| 2021/22                                                                                  | Нью-Орлеан | 54               | 1                | 15,4             | 44,6             | 29,1             | 67,9             | 1,9              | 2,8              | 1,3              | 0,1              | 6,1              | 6              | 0              | 19,5           | 48,5           | 37,5           | 76,9           | 1,3            | 1,5            | 1,2            | 0,2            | 8,0            |
| 2022/23                                                                                  | Нью-Орлеан | 61               | 10               | 21,5             | 41,1             | 33,6             | 81,3             | 2,3              | 3,0              | 1,1              | 0,2              | 9,0              | Не участвовал  | Не участвовал  | Не участвовал  | Не участвовал  | Не участвовал  | Не участвовал  | Не участвовал  | Не участвовал  | Не участвовал  | Не участвовал  | Не участвовал  |
| 2023/24                                                                                  | Нью-Орлеан | 56               | 0                | 18,4             | 41,2             | 37,7             | 67,3             | 2,3              | 2,1              | 1,1              | 0,3              | 7,1              | 4              | 0              | 15,5           | 15,0           | 7,1            | -              | 1,0            | 2,3            | 1,3            | 0,3            | 1,8            |
| 2024/25                                                                                  | Нью-Орлеан | 56               | 23               | 24,4             | 39,2             | 35,9             | 81,1             | 2,4              | 4,6              | 1,3              | 0,3              | 10,3             | Не участвовал  | Не участвовал  | Не участвовал  | Не участвовал  | Не участвовал  | Не участвовал  | Не участвовал  | Не участвовал  | Не участвовал  | Не участвовал  | Не участвовал  |
|                                                                                          | Всего      | 227              | 34               | 20,0             | 41,1             | 34,8             | 75,7             | 2,2              | 3,1              | 1,2              | 0,2              | 8,2              | 10             | 0              | 17,9           | 35,8           | 23,3           | 76,9           | 1,2            | 1,8            | 1,2            | 0,2            | 5,5            |
| Наведите курсор мыши на аббревиатуры в заголовке таблицы, чтобы прочесть их расшифровку. |            |                  |                  |                  |                  |                  |                  |                  |                  |                  |                  |                  |                |                |                |                |                |                |                |                |                |                |                |

### Статистика в NCAA
| Сезон | Команда      | Conf  | Class | GP  | GS  | MPG  | FG%  | 3P%  | FT%  | RPG | APG | SPG | BPG | PPG  |
| --- | ------------ | ----- | ----- | --- | --- | ---- | ---- | ---- | ---- | --- | --- | --- | --- | ---- |
| 2017/18 | Джорджия Тек | ACC   | FR    | 25  | 25  | 35,0 | 44,8 | 37,0 | 80,2 | 3,7 | 3,1 | 1,7 | 0,1 | 12,1 |
| 2018/19 | Джорджия Тек | ACC   | SO    | 31  | 30  | 34,2 | 39,2 | 28,6 | 74,3 | 3,9 | 3,4 | 1,8 | 0,1 | 12,5 |
| 2019/20 | Джорджия Тек | ACC   | JR    | 24  | 23  | 33,5 | 44,4 | 33,6 | 79,3 | 3,4 | 4,0 | 2,2 | 0,1 | 14,4 |
| 2020/21 | Джорджия Тек | ACC   | SR    | 26  | 26  | 37,1 | 50,4 | 39,0 | 83,8 | 3,5 | 4,1 | 2,8 | 0,0 | 15,2 |
| Всего | Всего        | Всего | Всего | 106 | 104 | 34,9 | 44,4 | 34,1 | 79,0 | 3,6 | 3,6 | 2,1 | 0,1 | 13,5 |
| Наведите курсор мыши на аббревиатуры в заголовке таблицы, чтобы прочесть их расшифровку Статистика приведена с сайта sports-reference.com |              |       |       |     |     |      |      |      |      |     |     |     |     |      |

## Личная жизнь
Альварадо имеет пуэрториканские и мексиканские корни. У него и его подруги есть дочь, которая родилась в 2020 году.